# Клинцевич, Теодор
Теодор Клинцевич (пол. Teodor Klincewicz; 4 января 1955, Третьяковцы, Белорусская ССР — 1 марта 1991, Млава, Польша) — польский диссидент, участник оппозиционного движения в ПНР, активист КОС—КОР и Солидарности, организатор и лидер Групп сопротивления «Солидарные» во время военного положения. Отличался антикоммунистическим радикализмом и эффективностью в подпольной борьбе, предпочитал наступательные методы. После Круглого стола и победы «Солидарности» на выборах руководил информационно-издательскими структурами профсоюза. Погиб в автомобильной катастрофе вскоре после ликвидации режима ПОРП, прихода «Солидарности» к власти и преобразования ПНР в Третью Речь Посполитую.

## Происхождение и взгляды
Родился в крестьянской семье белорусских поляков. Местом рождения обычно называется деревня Третьяковцы (ныне Лидский район Гродненской области Республики Беларусь). В некоторых источниках названая другая деревня — Палубники. Эти разночтения связаны с топографическими различиями и семейными миграциями.
Родители Теодора Клинцевича — Теодор-старший и Тереза — были убеждёнными польскими националистами, сторонниками Армии Крайовой. Теодор-старший до 1947 скрывался в лесах с оружием, отказался принять гражданство СССР. В административном порядке Клинцевичей привлекли к принудительным работам на лесосплаве по Неману.
В 1959 Клинцевичи репатриировались в Польшу и обосновались в Гдыни. Там Теодор-старший предъявил иск к СССР за неоплату по облигациям госзайма, выиграли дело в суде и получили выплату в злотых — единственный подобный случай в истории ПНР.
Теодор Клинцевич воспитывался в антикоммунизме, национальном патриотизме, традиции польских восстаний. Подростком он наблюдал расстрел бастующих рабочих декабря 1970. Стал убеждённым противником правящей компартии ПОРП. Высшее образование получал на факультете технической физики и прикладной математики Варшавского политехнического университета.

## Диссидент-солидарист
С 1975 Теодор Клинцевич участвовал в оппозиционной деятельности — распространял листовки против поправок в Конституции ПНР с упоминанием руководящей роли ПОРП. В 1976 вступил в КОС-КОР, в 1977 — в Студенческий комитет солидарности. Распространял издание КОС-КОР Robotnik (Рабочий), редактировал студенческий журнал 100 razy głową w mur (100 раз головой об стену). Организовал на съёмной квартире нелегальную типографию.
Несколько раз Теодор Клинцевич задерживался Службой госбезопасности (СБ), подвергался обыскам и избиениям. Решительно отказался от сотрудничества. В одном из протоколов отмечалось, что Клинцевич «не боится репрессий и сам говорит, что ещё не раз побывает здесь».
В августе 1980 Теодор Клинцевич прибыл в Гданьск и присоединился к забастовке Гданьской судоверфи. Печатал и распространял листовки забастовочного комитета. Вступил в профсоюз Солидарность, был одним из учредителей Независимого союза студентов (НСС). Стоял на радикальных позициях, проявлял готовность к силовой конфронтации с ПОРП. В ноябре-декабре 1981 участвовал в забастовке курсантов пожарного училища Варшавы. После подавления силами ЗОМО организовывал эвакуацию забастовщиков.

## Организатор сопротивления

### Активист прямого действия
13 декабря 1981 в Польше было введено военное положение, «Солидарность» запрещена, тысячи активистов интернированы. Однако СБ не удалось захватить Теодора Клинцевича, хотя с этой целью разрабатывался специальный план. Теодор Клинцевич скрылся в варшавском подполье, проживая на конспиративных квартирах. Уже в феврале 1982 Клинцевич организовал Группы сопротивления «Солидарные» (GOS) — радикальную молодёжную структуру прямого действия. GOS действовали в условиях строгой конспирации. Сам Клинцевич выступал под псевдонимами Борис и Рафал. Только он был в курсе полной структуры GOS, координировал отдельные группы и функциональные отделы (технический, транспортный, легализационный, издательский). Всего через GOS прошли 250—300 активистов.
GOS распространяли десятки тысяч листовок, вывешивали агитационные баннеры, вели радиопропаганду. Эти действия отличались ярким резонансным стилем (например, у тюрьмы Мокотув). Но особое внимание уделял Клинцевич действиям иного рода — поджогам и повреждениям автозаков ЗОМО и частных автомобилей сторонников режима, обмазыванию химикатами дверей осведомителей СБ, партийных пропагандистов, судей, выносивших репрессивные приговоры. Самой известной из таких акций стала химическая атака в музыкальном театре «Сирена», дирекция которого предоставляла сцену для режимной пропаганды.
Перед вступающими в группы сопротивления Клинцевич ставил вопрос: готовы ли они уничтожать оснащение властей и наказывать агентов режима? Принимались те, кто давал положительный ответ. Удалось создать арсенал пиротехники, оружия и боеприпасов для будущей силовой конфронтации. Готовилась серия соответствующих акций, но с расчётом обойтись без летальных исходов. Наиболее активен в этом направлении был Пётр Изгаршев.
Региональная исполнительная комиссия (RKW) «Солидарности» Мазовше настаивала на принципиальном отказе от любых признаков насилия и решительно возражала против таких действий. Клинцевич отвечал, что GOS сотрудничают, но не подчиняются RKW. Тогда Виктор Кулерский предупредил, что прекратит деятельность в RKW, если эти планы не будут отменены. Руководитель подпольных структур «Солидарности» Збигнев Буяк запретил силовые акции. Клинцевичу пришлось подчиниться и утопить в Висле два ящика с пистолетами, патронами и гранатами.

### Арест и освобождение
В ночь на 22 марта 1983 Теодор Клинцевич был наконец выслежен и арестован. Это было связано с недавней резонансной атакой на «Сирену» и с планами избиения известного своей жестокостью офицера милиции. Замысел стал известен органам МВД. Впоследствии выяснилось, что видный деятель GOS, личный водитель Клинцевича и один из руководителей подпольного издательства «Ритм» Мариан Котарский был внедрённым агентом СБ. Сам Пенкальский-Котарский, впоследствии порвавший с госбезопасностью, категорически заявляет, что ни один человек не был арестован по его вине. Большинство знающих людей полагают, что мартовский арест носил случайный характер.
22 июля 1983 военное положение было отменено, освобождены все интернированные, амнистированы многие политзаключённые. Вышел из тюрьмы и Теодор Клинцевич. Находясь под плотным надзором СБ, он уже не мог совершать акции прямого действия. После присуждения Леху Валенсе Нобелевской премии мира сам Клинцевич сказал соратникам: поджоги и химикаты теперь невозможны, придётся ограничиться «листовками и разговорами». Такого рода акции стали выглядеть компрометацией «Солидарности». По этому поводу Клинцевич выразил сожаление.
До конца 1980-х Теодор Клинцевич продолжал руководить GOS, сосредоточившись на нелегальной агитации. Возглавлял подпольное издательство «Ритм» (вместе с учёным-орнитологом Болеславом Яблоньским и внедрённым агентом Котарским). С 1985 редактировал подпольное издание RKW «Курьер Мазовше».

## Победа и гибель
Весной-осенью 1988 новая забастовочная волна вынудила руководство ПОРП пойти на переговоры в Магдаленке, провести Круглый стол и согласиться на релегализацию «Солидарности». Теодор Клинцевич в целом принял диалог с властями, но печально констатировал размывание прежней ясности противостояния, далеко зашедшие компромиссы с коммунистами, усложнение отношений между соратниками.
Перед парламентскими выборами 4 июня 1989, на которых «Солидарность» одержала победу, Теодор Клинцевич руководил отделом печати и информации Гражданского комитета «Солидарность», редактировал бюллетень «Солидарности» в Варшаве, состоял в руководящих органов Мазовецкого профцентра и всепольского профсоюза.
23 февраля 1991 Теодор Клинцевич ехал из Варшавы в Гданьск на III съезд «Солидарности». За рулём был он сам. Близ Млавы произошла авария: пьяный пешеход бросился под колёса. Клинцевич успел затормозить, но получил тяжёлые травмы. Он довёз пешехода до больницы и был госпитализирован сам. Спасти его не удалось — через неделю 36-летний Теодор Клинцевич скончался. Похоронен на варшавском кладбище Старые Повонзки.

## Личность и память
Похороны Теодора Клинцевича считаются «последним мероприятием единой „Солидарности“» (далее в профсоюзе начались конфликты и расколы). Выступая над могилой, Збигнев Буяк охарактеризовал Клинцевича как «настоящую легенду, в которой соединилось всё лучшее, что есть среди нас». Генрик Вуец называл Теодора Клинцевича «Кмициц оппозиции»: герой романа Генрика Сенкевича Потоп Анджей Кмициц — отчаянно храбрый авантюрист и убеждённый польский патриот.
По характеру Теодор Клинцевич отличался храбростью, резкостью, готовностью к авантюре, был коммуникабелен и харизматичен. При этом он обладал большими организаторскими способностями, умел эффективно действовать в сложных и опасных ситуациях. В его системе ценностей первое место занимала освободительная борьба — выше личной жизни и профессиональной самореализации. Материальное благосостояние, бытовой комфорт не интересовали Клинцевича вообще, он был привычен к лишениям подполья. Но он не являлся принципиальным аскетом — был раскован в общении, любил дружеское застолье. Юношеским увлечением Клинцевича был парусный спорт. В то же время в характере Клинцевича отмечалась такая особенность: он чётко и уверенно действовал в условиях жёсткого противостояния и риска, но вынужденная пассивность повергала его в депрессию. Он никогда не искал наград, но был неравнодушен к похвале соратников, особенно ведущих лидеров «Солидарности». Критику воспринимал резко негативно, упорно отстаивал собственные позиции.
В 1988 женился на соратнице-подпольщице Дороте Пшилубской. В браке родился сын Теодор — ныне известный польский социолог.
Соратники и исследователи отмечают, что Группы сопротивления «Солидарные», их активисты, персонально Теодор Клинцевич мало известны в стране. Их действия воспринимаются как некое «ответвление», в стороне от «магистральной „Солидарности“» — и по кадрам, и по численности, и во многом по методам борьбы. Такое положение многие считают несправедливым, и в последние годы оно начало меняться. Стали появляться исследования и публикации. Особенным почётом окружено имя Клинцевича в НСС. Представители студенческого союза предлагали властям Варшавы переименовать улицу, названную именем коммунистического политика Юлиана Бруна в улицу Теодора Клинцевича (переименование состоялось, но в улицу Джордано Бруно). К 30-летию гибели Теодора Клинцевича был снят документальный телефильм.
Теодор Клинцевич дважды награждён посмертно: в 2006 — Кавалерским крестом ордена Возрождения Польши (постановление президента Леха Качиньского), в 2017 — Крестом Свободы и Солидарности (постановление президента Анджея Дуды).